# En brazos de la mujer madura
En brazos de la mujer madura è un film del 1997 diretto da Manuel Lombardero e tratto dal romanzo Elogio delle donne mature di Stephen Vizinczey.

## Trama
Quando scoppia la guerra nel 1936, i ragazzi di un collegio cattolico in territorio repubblicano vengono mandati a casa. Andres è uno di questi ragazzi. Scoperto che l'appartamento di sua madre vedova a Gerona è stato requisito e che lei si è trasferita a La Coruña, il ragazzo decide di raggiungerla in bicicletta. Raggiunto il fronte dell'Aragona, viene fermato da un'unità anarchica guidata dal carismatico comandante Dávalos e viene arruolato per aiutare il cuoco Honorio, che ha una relazione con la contadina Pilar. Insieme a lui sono trattenuti anche un conte inglese e sua moglie americana, per la quale Andrés fa da interprete.
Successivamente Andrés viene mandato a Barcellona, dove inizia una relazione con Julia, la vergine figlia della padrona di casa, ma viene sfrattato prima che i due facciano sesso. Per vivere, il ragazzo inizia ad occuparsi del mercato nero e una notte cerca una prostituta, ma è così annoiato che se ne va disgustato.
Al termine della guerra, sua madre ritorna e viene sistemata in un appartamento dal suo amante falangista Victor. Sopra di loro vive una donna sposata, Marta, che presta dei libri ad Andrés ed inizia con lui una relazione. Ma lei e il suo benestante marito erano repubblicani e per questo vengono arrestati e portati via dalla polizia segreta. In strada Andrés conosce Pilar, una ragazza della classe operaia, e i due hanno un rapporto sessuale. Successivamente, ad un concerto, si innamora di Bobi, una violinista italiana, e i due hanno un breve idillio.

## Riconoscimenti
- 1998 - Premio Goya
  - Nomination Miglior fotografia a José Luis Alcaine
  - Nomination Miglior scenografia a Josep Rosell e Balter Gallart